# Guglielmo Branca
Guglielmo Branca (Bolonya, 1849 – Sampierdarena, barri de Gènova, 1928) fou un compositor i director d'orquestra italià.
Va ser professor de cant a Londres (Royal Kensington Music Society), i Florència, i director d'orquestra a Itàlia, on també va dirigir el Teatro Ponchielli de Cremona, i als Estats Units.

## Biografia
Va ser professor de cant a Londres (Royal Kensington Music Society) i Florència, i director a Itàlia, on també va dirigir el Ponchielli Theatre de Cremona, i als Estats Units.
Va compondre les òperes:
- Mount St Bernard, òpera cantada per a dues sopranos, tenor i baríton amb cors i gran orquestra, llibret per Goffredo Franceschi, Bolonya, Liceo Rossini, 23 de juny de 1872;
- La Catalana, òpera en quatre actes amb llibret de George Thomas Cimino, Bolonya, Teatre Municipal, 7 de desembre de 1876;
- Hermosa, òpera romàntica en 3 actes amb llibret Alfredo Morgigni, Nàpols, Teatro Bellini 6 de març de 1881;
- La figlia di Jorio, òpera en dos actes amb llibret de Pompeu Sansoni, Cremona, Ponchielli Teatre 27 de febrer de 1897;
- Christopher Columbus, històric-al·legòrica-coreogràfica d'acció en 1 pròleg i 5 pintures, Nova York, 1891. Teatro Regio de Torí, el 1893.[2]